# ديفيد س. وليامز
ديفيد س. وليامز (بالإنجليزية: David C. Williams)‏ هو ملحن أمريكي، ولد في 1958 في ماكوم في الولايات المتحدة.

## وصلات خارجية
- ديفيد س. وليامز على موقع IMDb (الإنجليزية)
- ديفيد س. وليامز على موقع ميوزك برينز (الإنجليزية)
- ديفيد س. وليامز على موقع ديسكوغز (الإنجليزية)
- ديفيد س. وليامز على موقع قاعدة بيانات الفيلم (الإنجليزية)